# Caution World Tour
Tournées par Mariah Carey
Mariah Carey: Live in Concert
(2018)
Caution World Tour est la onzième tournée musicale de la chanteuse américaine Mariah Carey, visant à promouvoir son quinzième album studio, Caution.

## Déroulement

### Setlist
1. "A No No"
2. "Dreamlover"
3. "You Don't Know What to Do / Emotions"
4. "Anytime You Need a Friend"
5. "Can't Take That Away (Mariah's Theme)"
6. "Fantasy"
7. "Always Be My Baby"
8. "Caution"
9. "GTFO"
10. "Stay Long Love You"
11. "My All"
12. "Love Takes Time"
13. "Never Too Far" / "Last Night a DJ Saved My Life" / "Loverboy" / "Didn't Mean to Turn You On"
14. "Heartbreaker"
15. "Touch My Body"
16. "We Belong Together"
17. "Hero"

## Dates
| Dates            | Ville         | Pays        | Lieu                                   | Première partie | Présences             | Revenus    |
| ---------------- | ------------- | ----------- | -------------------------------------- | --------------- | --------------------- | ---------- |
| Amérique du Nord |               |             |                                        |                 |                       |            |
| 27 février 2019  | Irving        | États-Unis  | Toyota Music Factory                   | DJ Suss One     | —                     | —          |
| 1er mars 2019    | Houston       | États-Unis  | Smart Financial Centre                 | DJ Suss One     | 5,581 / 6,554 (85%)   | $631,986   |
| 2 mars 2019      | Biloxi        | États-Unis  | Beau Rivage Theatre                    | DJ Suss One     | —                     | —          |
| 5 mars 2019      | Atlanta       | États-Unis  | Fox Theatre                            | DJ Suss One     | 3,348 / 4,101 (82%)   | $424,908   |
| 6 mars 2019      | Louisville    | États-Unis  | The Louisville Palace                  | DJ Suss One     | 2,452 / 2,597 (94%)   | $343,823   |
| 8 mars 2019      | Detroit       | États-Unis  | Fox Theatre                            | DJ Suss One     | 4,531 / 4,751 (95%)   | $440,768   |
| 9 mars 2019      | Indianapolis  | États-Unis  | Old Nation Centre                      | DJ Suss One     | 2,425 / 2,515 (96%)   | $301,184   |
| 11 mars 2019     | Chicago       | États-Unis  | Chicago Theatre                        | DJ Suss One     | 3,551 / 3,551 (100%)  | $434,548   |
| 13 mars 2019     | Minneapolis   | États-Unis  | State Theatre                          | DJ Suss One     | 2,106 / 2,133 (99%)   | $295,814   |
| 15 mars 2019     | Milwaukee     | États-Unis  | Miller High Life Theatre               | DJ Suss One     | 3,503 / 3,503 (100%)  | $331,319   |
| 16 mars 2019     | Saint-Louis   | États-Unis  | Stifel Theatre                         | DJ Suss One     | 2,940 / 3,038 (97%)   | $302,781   |
| 18 mars 2019     | Pittsburgh    | États-Unis  | Benedum Center                         | DJ Suss One     | 2,508 / 2,825 (89%)   | $339,167   |
| 20 mars 2019     | Toronto       | Canada      | Sony Centre for the Performing Arts    | DJ Suss One     | 3,140 / 3,191 (98%)   | $412,001   |
| 21 mars 2019     | Orillia       | Canada      | Casino Rama Entertainment Centre       | DJ Suss One     | —                     | —          |
| 23 mars 2019     | Buffalo       | États-Unis  | Shea's Performing Arts Centre          | DJ Suss One     | 2,911 / 3,049 (95%)   | $352,281   |
| 25 mars 2019     | New York      | États-Unis  | Radio City Music Hall                  | DJ Suss One     | 5,943 / 5,943 (100%)  | $941,320   |
| 30 mars 2019     | Atlantic City | États-Unis  | Hard Rock Hotel & Casino Atlantic City | DJ Suss One     | —                     | —          |
| 31 mars 2019     | Washington    | États-Unis  | The Theater at MGM                     | DJ Suss One     | 2,763 / 2,763 (100%)  | $494,534   |
| 2 avril 2019     | Wang Theatre  | États-Unis  | MGM National Harbor                    | DJ Suss One     | 3,092 / 3,223 (96%)   | $357,446   |
| 3 avril 2019     | Philadelphie  | États-Unis  | Metropolitan Opera House               | DJ Suss One     | 3,155 / 3,155 (100%)  | $290,194   |
| 5 avril 2019     | Wallingford   | États-Unis  | Toyota Oakdale Theatre                 | DJ Suss One     | 4,150 / 4,384 (95%)   | $316,063   |
| 6 avril 2019     | Bethlehem     | États-Unis  | Sands Casino Resort Bethlehem          | DJ Suss One     | —                     | —          |
| Europe           |               |             |                                        |                 |                       |            |
| 22 mai 2019      | Dublin        | Irlande     | 3Arena                                 | N/A             | 5,023 / 5,023 (100%)  | $411,682   |
| 25 mai 2019      | Londres, ENG  | Royaume-Uni | Royal Albert Hall                      | N/A             | —                     | —          |
| 26 mai 2019      | Londres, ENG  | Royaume-Uni | Royal Albert Hall                      | N/A             | —                     | —          |
| 27 mai 2019      | Londres, ENG  | Royaume-Uni | Royal Albert Hall                      | N/A             | —                     | —          |
| 1 juin 2019      | Paris         | France      | Palais des congrès de Paris            | N/A             | —                     | —          |
| 2 juin 2019      | Hambourg      | Allemagne   | Barclaycard Arena                      | N/A             | —                     | —          |
| 4 juin 2019      | Aalborg       | Danemark    | Aalborghallen                          | N/A             | —                     | —          |
| 8 juin 2019      | Florence      | Italie      | Stade Artemio-Franchi                  | N/A             | Annulé                | Annulé     |
| 10 juin 2019     | Barcelone     | Espagne     | Festival Jardins Pedralbes             | N/A             | —                     | —          |
| 11 juin 2019     | Floirac       | France      | Arkéa Arena                            | N/A             | —                     | —          |
| 13 juin 2019     | Amsterdam     | Pays-Bas    | Ziggo Dome                             | N/A             | —                     | —          |
| Amérique du Nord |               |             |                                        |                 |                       |            |
| 11 juillet 2019  | Québec        | Canada      | Plaines d'Abraham                      | N/A             | —                     | —          |
| 31 août 2019     | Willemstad    | Curaçao     | World Trade Center Piscadera Bay       | N/A             | —                     | —          |
| Total            | Total         | Total       | Total                                  | Total           | 63,122 / 66,299 (95%) | $7,421,819 |